# Alberto Bertuccelli
Alberto Bertuccelli (* 4. Januar 1924 in Viareggio; † 15. August 2002 ebenda) war ein italienischer Fußballspieler, der während seiner aktiven Laufbahn für AS Viareggio, AS Lucchese Libertas, Juventus Turin und AS Rom sowie für die italienische Fußballnationalmannschaft auflief.

## Karriere
Alberto Bertuccelli begann seine Profikarriere im Jahr 1942 bei der US Città di Pontedera und wechselte nach dem Ende des Zweiten Weltkrieges zur AS Viareggio in der Serie C, mit dessen Mannschaft der Verteidiger in seiner einzigen Saison für den Verein den Aufstieg in die Serie B erreichte. Er schloss sich daraufhin der AS Lucchese Libertas an und verließ somit seine Heimatstadt. Mit der damals in der zweithöchsten Spielklasse aktiven Mannschaft gelang in seiner ersten Saison für Lucchese als Gewinner des Girone B der Aufstieg in die Serie A. In den folgenden zwei Jahren wurde der Klassenerhalt jeweils erfolgreich sichergestellt. Danach wechselte der Abwehrspieler zum Ligakonkurrenten Juventus Turin. Dort gelang es Bertuccelli sich einen Stammplatz zu erkämpfen und mit Juventus in der Saison 1949/50 die italienische Meisterschaft zu gewinnen.
In der folgenden Spielzeit platzierte sich die Mannschaft auf Rang drei, bevor 1951/52 der erneute Gewinn des Scudetto gefeiert werden konnte. Auch in seinen letzten beiden Jahren in Turin kämpfte der Verteidiger mit Juventus um die Meisterschaft, verfehlte jedoch als Zweitplatzierter hinter Inter Mailand jeweils weitere Erfolge. Er absolvierte insgesamt 144 Ligaspiele für Juventus und konnte dabei zwei Treffer erzielen. Für die Saison 1954/55 stand er noch beim AS Rom unter Vertrag und spielte auch dort mit dem Verein um den Meistertitel mit, der als Drittplatzierter jedoch nicht errungen wurde. Danach beendete er seine aktive Laufbahn.
Bertuccelli wurde im Jahr 1949 erstmals in die italienische Auswahl berufen, für die er am 22. Mai 1949 beim 3:1-Sieg über Österreich debütierte. Seinen sechsten und zugleich letzten Einsatz bestritt der Verteidiger am 28. Dezember 1952 gegen die Schweiz, auch diese Partie konnte gewonnen werden.